# 前6世纪
| 千纪： | 前2千纪 \| 前1千纪 \| 1千纪 |
| 世纪： | 前9世纪 \| 前8世纪 \| 前7世纪 \| 前6世纪 \| 前5世纪 \| 前4世纪 \| 前3世纪                                                      |
| 年代： | 前590年代 \| 前580年代 \| 前570年代 \| 前560年代 \| 前550年代 \| 前540年代 \| 前530年代 \| 前520年代 \| 前510年代 \| 前500年代 |

前600年至前501年的这一段期间被称为前6世纪。

## 重要事件、发展与成就
- 科学技术

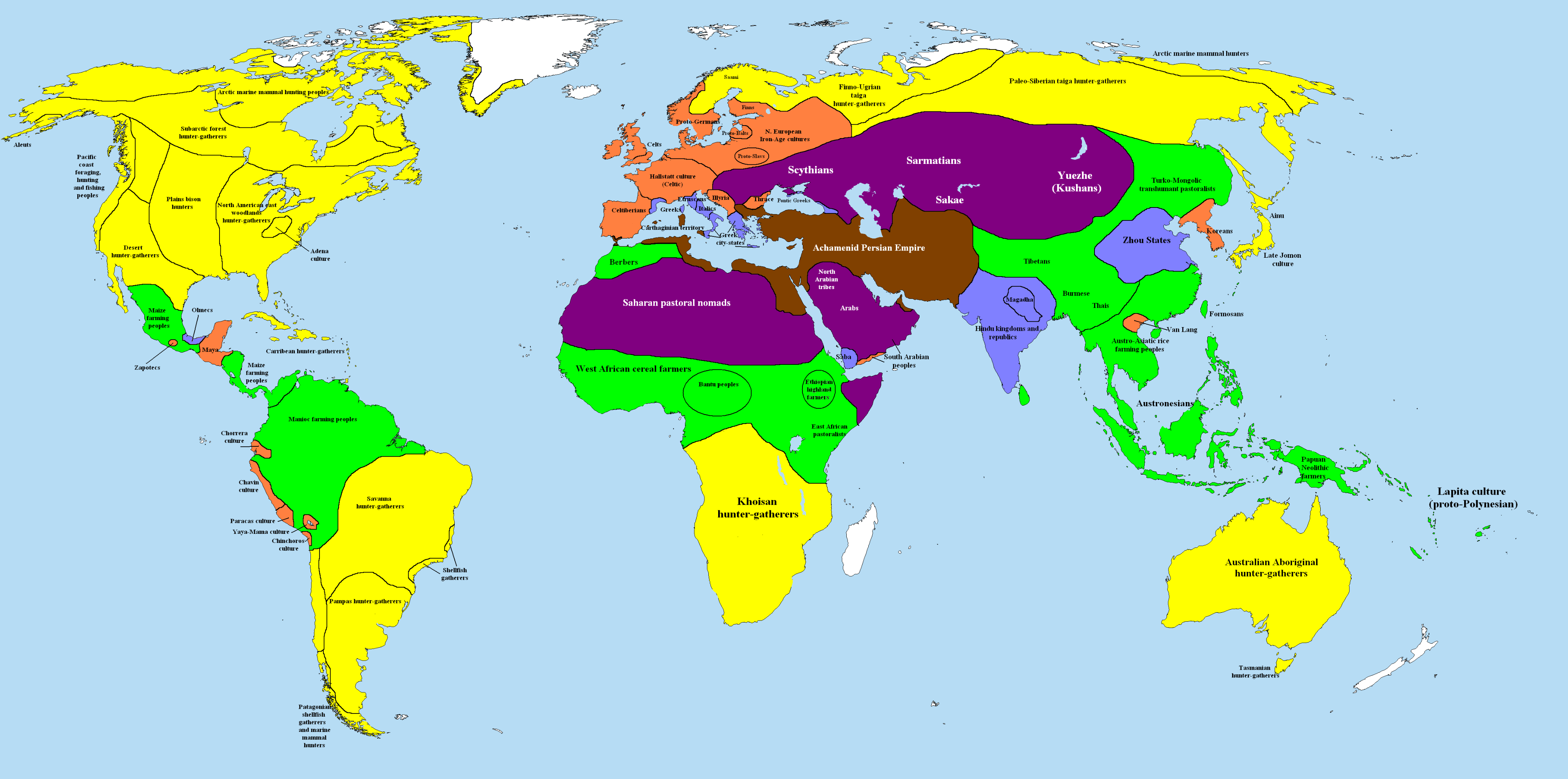
前500年的世界

  - 古希臘的哲學家提出物質是由基本粒子組成的猜測。
- 战争与政治
  - 梭倫當選雅典執政官，推行民主改革。(前594年)
  - 《孙子兵法》成书于前515年至前512年。

- 前6世纪的天灾人祸

- 文化娱乐
  - 古希臘奧林匹克運動會全盛時期。

- 社會與經濟

- 疾病与医学

- 环境与自然资源

- 宗教與哲學
  - 耆那教始創人筏馱摩那開始傳教。（前557年)
  - 釋迦牟尼開始傳教。(前534年)